# Antônio Guites
Antônio Guites, mais conhecido como Zangão  (Porto Alegre, 28 de janeiro de 1936 — Porto Alegre, 12 de novembro de 2021), foi um futebolista brasileiro.

## Biografia
Filho de Percilia D. Guites e do apicultor Herminio Vitalino Guites, Zangão recebeu o apelido do pai, em homenagem ao macho da abelha, por ter sido o único homem dentre sete filhos. Era viúvo de Lela, com quem esteve casado por 60 anos, até novembro de 2020.

### Carreira
Zangão iniciou a carreira em 1952 pelo Internacional ainda na categoria juvenil. Foi alçado ao time principal em 1955 por Teté, atuando em função mais adiantada, como substituto do meio-campista Salvador, após este ser negociado com o Peñarol, do Uruguai. Posteriormente, foi deslocado para lateral-direita, posição em que consagraria. Ainda em 1955, logo em seu primeiro ano como profissional, fez parte o elenco que conquistou o o Campeonato Citadino de Porto Alegre e o Campeonato Gaúcho. Já em 1961, repetiu o feito ao ser campeão estadual como capitão da equipe, interrompendo a sequência de cinco títulos consecutivos do rival Grêmio.
Em 1965, foi laureado pelo Internacional, após completar dez temporadas vestindo a camisa do clube, pelo qual disputou 334 partidas. Zangão ainda jogou por três anos pelo Grêmio Esportivo e Recreativo 14 de Julho, de Passo Fundo. Depois, encerrou a carreira. Trabalhou no Departamento Estadual de Portos, Rios e Canais (DEPRC) até se aposentar.
Chegou a ser convocado para a Seleção Brasileira de Futebol que disputou os Jogos Pan-Americanos de 1959, em Chicago. No entanto, solicitou dispensa ao treinador Oswaldo Rolla para casar-se com sua esposa Lela.

### Morte
Zangão morreu em 12 de novembro de 2021, em Porto Alegre, vítima de infarto. A família não realizou velório. O corpo de Zangão foi cremado. Ele deixou dois filhos e seis netos.

## Títulos
Internacional
- Campeonato Gaúcho: 1955 e 1961.
- Torneio Quadrangular Jornal do Brasil: 1964.